# Hibiscus waterbergensis
Hibiscus waterbergensis är en malvaväxtart som beskrevs av Arthur Wallis Exell. Hibiscus waterbergensis ingår i Hibiskussläktet som ingår i familjen malvaväxter. Inga underarter finns listade i Catalogue of Life.